# Kamoyapithecus hamiltoni
Il kamoyapiteco (Kamoyapithecus hamiltoni) è un primate estinto, appartenente agli ominoidi. Visse nell'Oligocene superiore (circa 26 milioni di anni fa) e i suoi resti fossili sono stati ritrovati in Kenya. È una delle scimmie antropomorfe più antiche conosciute.

## Descrizione
Questo animale è noto solo per alcuni denti e parti delle mascelle, ed è quindi molto difficile ricostruirne l'aspetto. Dal confronto con fossili più completi di animali simili ma di epoca successiva (ad esempio Ekembo e Proconsul), si suppone che Kamoyapithecus avesse già molte caratteristiche delle scimmie antropomorfe successive. Kamoyapithecus possedeva denti anteriori grandi e robusti; gli incisivi erano compressi lateralmente ma espansi dall'alto verso il basso. Grazie a un'analisi ai raggi X, si è potuto determinare che i denti non erano dotati di uno spesso strato di smalto. Kamoyapithecus era inoltre dotato di canini grossi, diversi dai canini affusolati di scimmie più antiche quali Aegyptopithecus e simili invece a quelli robusti di Ekembo e Proconsul. 

## Classificazione
I primi fossili di questo animale vennero scoperti nel 1948, durante una spedizione paleontologica in Kenya, nella zona di Lothidok. I fossili vennero descritti da C.T. Madden nel 1980, e vennero attribuiti a una nuova specie di Proconsul (P. hamiltoni). Solo nel 1995 studi condotti da Meave Leakey su questi e altri fossili rinvenuti nella stessa zona determinarono che questa specie era da attribuire a un genere a sé stante, Kamoyapithecus appunto. Il nome generico è in onore di Kamoya Kimeu, un famoso cercatore di fossili operante in Africa Orientale. 
È difficile capire a quale gruppo di ominoidi appartenesse Kamoyapithecus; in ogni caso, le caratteristiche dentarie permettono di includerlo con una certa sicurezza tra le scimmie antropomorfe, rendendolo di fatto uno dei membri più antichi del gruppo. I frammenti di Kamoyapithecus mostrano alcune affinità con altre scimmie antropomorfe africane di poco successive, come Afropithecus, Morotopithecus e Proconsul, ma non vi è nessuna certezza riguardo alle parentele con queste forme. Un animale probabilmente simile è Rukwapithecus. 

## Paleobiologia
Sembra che Kamoyapithecus avesse una dieta simile a quella delle attuali scimmie antropomorfe, e che si nutrisse di frutti teneri, noci e semi. Gran parte dell'Africa, nel tardo Oligocene, era ricoperta infatti da dense foreste. 